# Мужская сборная США по флорболу
Мужская национальная сборная США по флорболу — представляет США на международных соревнованиях по флорболу. Управляющей организацией является Ассоциация флорбола США (англ. United States Floorball Association).

## Результаты выступлений

### Всемирные игры
| Год  | Победы         | Ничьи          | Поражения      | Место          |
| ---- | -------------- | -------------- | -------------- | -------------- |
| 1997 | не участвовали | не участвовали | не участвовали | не участвовали |
| 2017 | 1              | 0              | 2              | 5              |
| 2022 | 0              | 0              | 4              | 8              |

### Чемпионаты мира
| Год       | Победы         | Ничьи          | Поражения      | Место          |
| --------- | -------------- | -------------- | -------------- | -------------- |
| 1996—2000 | не участвовали | не участвовали | не участвовали | не участвовали |
| 2002      | 2              | 1              | 3              | 14             |
| 2004      | 2              | 0              | 3              | 17             |
| 2006      | 2              | 0              | 3              | 17             |
| 2008      | 4              | 0              | 2              | 13             |
| 2010      | не участвовали | не участвовали | не участвовали | не участвовали |
| 2012      | 1              | 0              | 4              | 12             |
| 2014      | 3              | 0              | 3              | 11             |
| 2016      | 3              | 0              | 3              | 11             |
| 2018      | не участвовали | не участвовали | не участвовали | не участвовали |
| 2020      | 1              | 0              | 4              | 15             |
| 2022      | не участвовали | не участвовали | не участвовали | не участвовали |